# Еленинск (Иркутская область)
Еле́нинск — деревня в Баяндаевском районе Иркутской области России. Входит в состав Нагалыкского муниципального образования.

## География
Деревня находится на расстоянии примерно 15 км к северо-востоку от села Баяндай, административного центра района.

## Население
| 2002 | 2010 | 2011 | 2012 |
| ---- | ---- | ---- | ---- |
| 136  | ↘77  | →77  | ↗78  |

### Половой состав
По данным Всероссийской переписи, в 2010 году в деревне проживало 77 человек (38 мужчин и 39 женщин).